# Tropiocolotes steudneri
Espèce
Synonymes
- Gymnodactylus steudneri Peters, 1869
- Stenodactylus petersii Boulenger, 1885

Tropiocolotes steudneri est une espèce de geckos de la famille des Gekkonidae.

## Répartition
Cette espèce se rencontre en Algérie, en Libye, en Égypte, au Soudan, en Éthiopie, en Jordanie et en Iran.

## Habitat
Ce petit gecko vit dans les déserts semi-arides. Il vit sur le sol et se cache la nuit dans des anfractuosités des rochers ou dans des trous.
Dans son milieu naturel, le climat est sec et très chaud la journée, avec des chutes marquées des températures la nuit. Des températures diurnes de 28 à 32 °C conviennent, avec un point très localisé plus chaud.

## Description
C'est un gecko terrestre, nocturne et insectivore. Elle est de teinte jaune et brun, plus ou moins sombre.
Cette espèce peut atteindre l'âge de cinq ans.

## Éthologie
Ce gecko apprécie de se chauffer au soleil en fin de journée, avant le début de sa «nuit».

## Reproduction
la maturité sexuelle est atteinte vers 7/8 mois.
Les œufs sont déposés sur le sol, entre des branches ou des rochers, bien qu'ils soient parfois mais rarement enterrés.
L'incubation dure deux mois à une température de 28 à 30 °C.

## Étymologie
Cette espèce est nommée en l'honneur d'Hermann Steudner.

## En captivité
Cette espèce se rencontre en terrariophilie.

## Publication originale
- Peters, 1869 : Eine Mittheilung über neue Saurier (Chaunoloemus multicarinatus, Tropidolepisma Richardi und Gymnodactylus Steudneri) und Batrachier (Cyclorhamphus fasciatus und Hyla gracilenta). Monatsberichte der Königlich preussischen Akademie der Wissenschaften zu Berlin, vol. 1869, p. 786-790 (texte intégral).